# 托坎廷斯州圣特雷济尼亚
托坎廷斯州圣特雷济尼亚（葡萄牙語：Santa Terezinha do Tocantins）是巴西托坎廷斯州的一个市镇。总面积269.676平方公里，总人口2530人，人口密度9.3人/平方公里。